# 1914 Hartbeespoortdam
1914 Hartbeespoortdam è un asteroide della fascia principale. Scoperto nel 1930, presenta un'orbita caratterizzata da un semiasse maggiore pari a 2,4051559 UA e da un'eccentricità di 0,1481659, inclinata di 5,67852° rispetto all'eclittica.